# Artevelde (Schiff, 1943)
Die Artevelde war ein ursprünglich als Fischereischutzschiff konzipiertes Einzelschiff, dessen Bau vom belgischen Marinekorps 1939 begonnen und von der deutschen Kriegsmarine nach der Besetzung Belgiens 1940 mit einigen Veränderungen vollendet wurde. Das Schiff diente im Zweiten Weltkrieg in der Kriegsmarine als Kanonenboot K 4 und danach von 1945 bis 1954 unter seinem ursprünglich geplanten Namen Artevelde in der belgischen Marine.

## Entwicklung und Bau
Vor Beginn des Zweiten Weltkrieges besaß Belgien nur eine sehr kleine Flotte. Die Marine („Korps der Zeelieden en Torpedisten“) war 1927 aus Kostengründen aufgelöst worden, und erst 1939 wurde angesichts der deutschen Bedrohung wieder ein kleines „Marinekorps“ neu geschaffen. Dessen Flotte bestand im hauptsächlich aus den ehemaligen deutschen Torpedobooten A 20 und A 43 aus dem Ersten Weltkrieg und dem Fischereischutzschiff Zinnia, einer ehemaligen britischen Sloop der Flower-Klasse. Als Ersatzbau für dieses Schiff gab die belgische Regierung 1939 bei Cockerill in Hoboken (Antwerpen) das Fischereischutzboot Artevelde in Auftrag. Gleichzeitig sollte das Schiff dem belgischen Königshaus als Staatsyacht dienen und zu diesem Zweck auch eine entsprechende Ausstattung erhalten.
Das 1939 auf Kiel gelegte und noch im Bau befindliche Schiff fiel im Mai 1940 bei der Besetzung Belgiens auf der Helling in deutsche Hand. Da das Schiff kurz vor dem Stapellauf stand, entschied man, es unter dem provisorischen Namen Lorelei fertigzustellen. Nach dem Stapellauf am 28. August 1940 wurde der Rohbau nach Rotterdam geschleppt und bei Wilton-Fijenoord in Schiedam fertiggestellt. Anstelle der ursprünglich vorgesehenen vier 10,2-cm-Geschütze in Doppelschilden und einer 20-mm-Zwillings-Flak wurde das Schiff dabei mit drei 10,5-cm-Schnellfeuergeschützen in Einzellafetten, vier 3,7-cm-Schnellfeuerkanonen und zehn 20-mm-Flak bewaffnet. Hinzu kamen Minenwurfgestelle und bis zu 120 Minen. Die Arbeiten dauerten bis in das Jahr 1943, und erst am 25. April 1943 konnte das nunmehr als Kanonenboot klassifizierte und mit der Bezeichnung K 4 versehene Schiff von der Kriegsmarine in Dienst gestellt werden.

## Technische Daten
Das Schiff war 94,8 m (Wasserlinie) bzw. 98,5 m (Lüa) lang und 10,5 m breit, hatte 3,8 m Tiefgang und verdrängte 1640 t (standard)/2270 t (maximal). Nur die Geschützschilde waren gepanzert (40 mm). Die Maschinenanlage stammte aus Großbritannien und bestand aus zwei Cockerill-Babcock-Wilcox-Kesseln von 34 atü und zwei Satz Parsons-Turbinen, die über ein Rädergetriebe die zwei Schrauben von 2,6 m Durchmesser antrieben. Die Leistung an den zwei Wellen betrug 21.700 PS, die Höchstgeschwindigkeit beachtliche 28,5 Knoten. Der Bunkervorrat von 680 t Heizöl ermöglichte eine Fahrtstrecke von 1200 Seemeilen bei 19 Knoten Marschgeschwindigkeit. Die Besatzung bestand aus 12 Offizieren und 168 Mann. Das Schiff war seetüchtig und schnell, rollte aber bei Seegang recht erheblich.

## Verwendung

### Kriegsmarine
Das Schiff wurde der 1. Sperrbrecherflottille zugeteilt und im Geleit- und Wachdienst in der westlichen Nordsee und Deutschen Bucht eingesetzt.  Am 6. Oktober 1944 wurde es bei einer Sicherungsfahrt im Bereich der Westfriesischen Inseln, in Begleitung der beiden Minensuchboote M 104 und M 201, von sieben britischen Motortorpedobooten (MTBs) angegriffen.  Dabei versenkte K 4 ein MTB, das nach einem Volltreffer explodierte, und M 201 schoss zwei weitere MTBs kampfunfähig.  Auf K 4 und M 104 waren nach Treffern in Bordwand, Brücke und Schornstein sieben Leichtverwundete zu beklagen.

### Belgische Marine
Das Boot überstand den Krieg unbeschädigt, wurde 1945 an Belgien zurückgegeben und von der belgischen Marine unter seinem ursprünglichen Namen Artevelde als Geleit- und Wachboot in Dienst gestellt.  Danach diente es ab 1950 als Schulboot und Wohnschiff.  Das Schiff wurde am 22. November 1954 außer Dienst gestellt und anschließend bei J. Bakker & Zonen in Brügge abgewrackt.